# Municipio di Pontevedra
Il Municipio di Pontevedra, in Spagna, è la sede del consiglio comunale della città galiziana di Pontevedra. Si trova all'estremità orientale dell'Alameda di Pontevedra, ai margini del centro storico. Si apre a ovest sulla piazza pedonale di Spagna.

## Storia
Fu nel 1875 che nacque l'idea di costruire una nuova sede per il palazzo municipale, situato sul terreno occupato dalla Bastida Grande, un bastione delle mura di Pontevedra vicino alla Porta di Santo Domenico, utilizzato dal 1595 anche come municipio della città, la cui facciata si apriva sulla città vecchia. Nel 1876 fu deciso di demolire il vecchio edificio e il Consiglio comunale di Pontevedra approvò i piani presentati dall'architetto Alejandro Sesmero. Durante i lavori, il municipio si stabilì nella Casa del Barón, il palazzo dei Conti di Maceda.
La prima pietra dell'edificio fu posata il 10 ottobre 1877 e i lavori continuarono fino alla posa dell'ultima pietra il 25 luglio 1879. I lavori furono completati completamente il 3 agosto 1880, data in cui fu inaugurato il palazzo municipale. Il nuovo palazzo si aprì sulla Alameda e sul nuovo distretto borghese creato dalla demolizione delle mura della città nel 1855. La costruzione di altri grandi edifici come il Palazzo del Consiglio provinciale (Deputazione di Pontevedra), eseguita anche da Sesmero, la Facoltà di Belle Arti o il liceo Valle-Inclán attorno all'Alameda ha reso questo luogo il grande spazio del tempo libero della borghesia della città. Questo lavoro è valso all'architetto la concessione della Croce dell'Ordine Reale di Carlo III nel 1880.

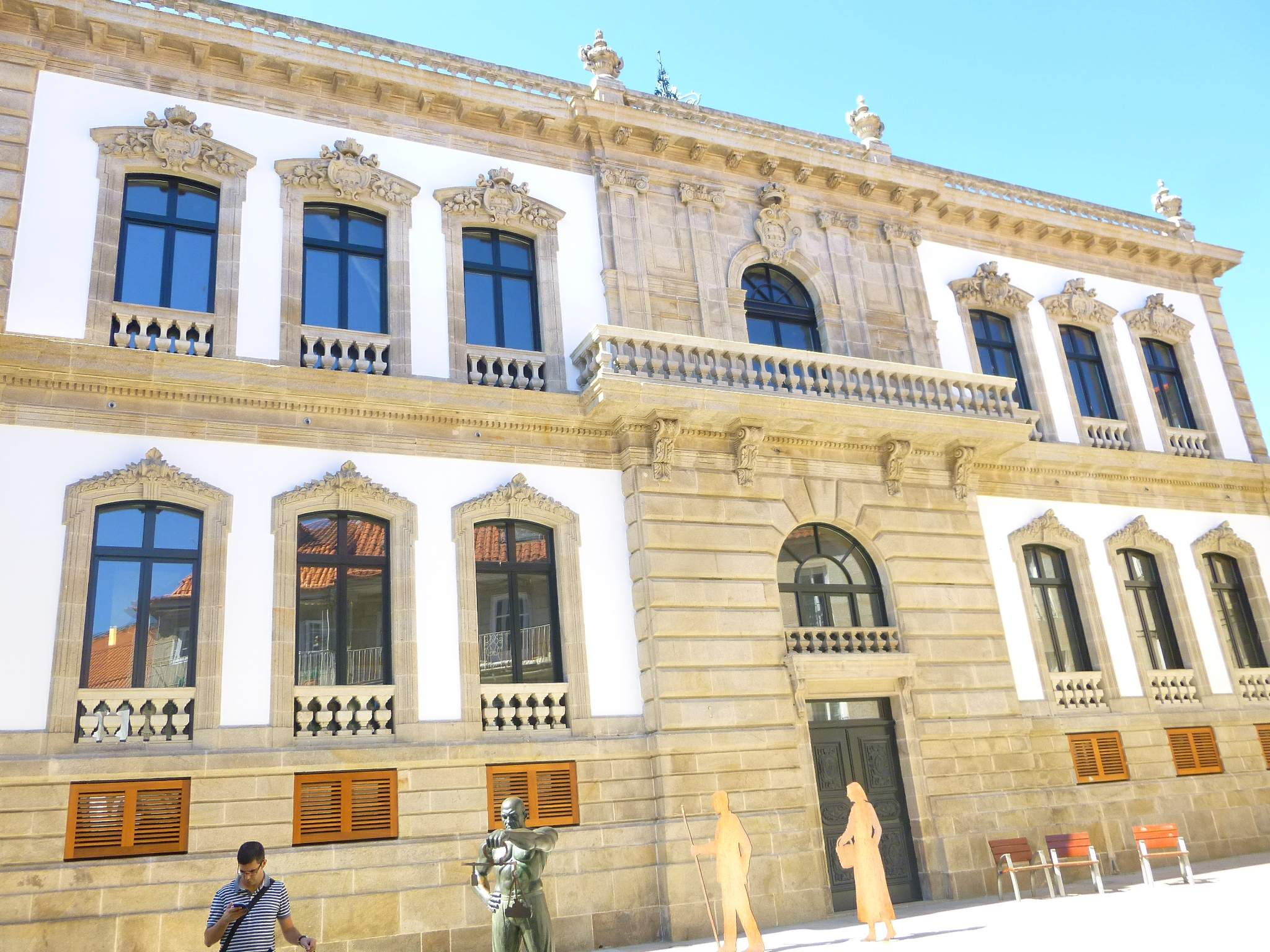
Facciata posteriore del palazzo municipale.

Nel 1944, fu costruito un seminterrato per estendere l'edificio e una scala imperiale che domina il cortile dell'edificio, alzando leggermente il livello del pavimento del piano terra. ·  La scala originale in ghisa aveva una ringhiera in ghisa e due rampe di scale che si unificavano in un pianerottolo centrale. 
Nel 2009, l'edificio è stato rinnovato, recuperando elementi della sua architettura originale. Nel 2012 e 2013 sono stati intrapresi lavori di ristrutturazione più estesi. Il tetto ha riacquistato l'originale finitura in zinco. Durante questi lavori di restauro fu ritrovato l'originale lucernario in ferro dell'edificio, che nel 1953 era stato nascosto dietro una vetrata con lo stemma della provincia di Pontevedra.
Il 7 luglio 2022 sono iniziati i lavori di ristrutturazione completa dell'edificio. È stato installato un ascensore sul lato sinistro per migliorare l'accessibilità e l'ingresso da via Alhóndiga è stato trasformato nell'ingresso principale agli uffici del piano terra. Quando l'edificio è stato costruito nel XIX secolo, la vita della città si svolgeva entro le mura e l'accesso abituale al Municipio era da via Alhóndiga. L'ingresso da piazza di Spagna è stato riservato agli eventi istituzionali che si svolgono al primo piano(consigli comunali, matrimoni o battesimi civili, discorsi, ricevimento dei Re Magi...).

## Descrizione
L'edificio appartiene allo stile eclettico che ha prevalso alla fine del XIX secolo con elementi e concetti ispirati all'architettura francese. Il municipio fu uno dei primi grandi progetti di Alejandro Sesmero, che stabilì molte delle linee guida per quello che sarebbe stato il suo stile, un eclettismo con sapore francese, dando la severità richiesta da un edificio pubblico, mentre la sua decorazione raffinata sottolinea il significato politico-amministrativo dell'edificio.
Sesmero ha inserito nella città un piccolo palazzo parigino in stile Napoleone III. Infatti, come lo storico Jesús Ángel Sánchez García scoprì, l'architetto ha parzialmente plagiato il disegno della facciata posteriore e dell'interno di un hôtel particulier (il palazzo Murat (1850-1864), demolito nel 1961, appartenuto al principe Murat e prima ancora a Cécile Furtado-Heine) al numero 8 sulla vecchia via parigina di Valois-du-Roule (inclusa in rue de Monceau nel 1868, il palazzo si trovava al numero 28) progettato dagli architetti François-Joseph Nolau e Édouard-Emmanuel Convents, adattandolo alla funzione istituzionale richiesta con l'inclusione dello stemma della città, il balcone principale e l'orologio in alto.
L'edificio è un insieme equilibrato con grandi colonne ioniche (al piano terra) e corinzie (al piano superiore) che ne evidenziano la parte centrale. La porta d'ingresso ha un arco a tutto sesto decorato con una corona di foglie di quercia, che simboleggia la forza, e le finestre sono decorate con lo stemma della città. Le colonne che incorniciano l'ingresso si trovano su un grande piedistallo rialzato e sono coronate da capitelli ionici o corinzi romani altamente decorati. Sesmero sostituisce l'acanto con vegetazione (foglie, frutti) che pende dalla colonna. La balaustra che corre nella parte superiore contiene quattro crateri agli angoli. L'intercolumnio del corpo centrale è ampio e riccamente decorato. Le colonne hanno fusti scanalati. I parapetti di tutte le finestre sono dotati di balaustre.
L'interno ha una scala centrale in stile Impero. Particolarmente degna di nota è la galleria che circonda la scala con ampie aperture, finestre in vetro piombato e il lucernario che la copre. Dopo la ristrutturazione appaltata nel 2021, il piano terra da cui parte la scala è una hall e uno spazio aperto con gli uffizi. Il piano superiore, o piano principale, consiste in una sala plenaria che occupa tutta la lunghezza della facciata della Piazza di Spagna, e una sala per i ricevimenti istituzionali, un ufficio per il sindaco e altri spazi ausiliari che si affacciano sulla via Alhóndiga, oltre a uno spazio interno progettato come sala d'attesa. Il seminterrato è utilizzato per sale multiuso. Anche l'ingresso su Alhóndiga Street è stato rinnovato come ingresso principale dell'edificio.
Sulla facciata del municipio è presente un'iscrizione del XVI secolo dal vecchio palazzo municipale sulla leggenda dell'arciere greco Teucro, mitico fondatore della città.
| FVNDOTE TEVCRO VALIENTE DE AQVESTE RIO EN LA ORILLA PARA QUE EN ESPAÑA FVESES DE VILLAS LA MARAVILLA DEL ZEBEDEO LA ESPADA CORONA TU GENTILEZA VN CASTILLO PVENTE Y MAR ES TIMBRE DE TV NOBLEZA | Teucro il coraggioso ti ha fondata di questo fiume sulle rive, in modo che dalla Spagna tu sia la più bella delle città, la spada di Zebedeo corona la tua gentilezza; un castello, un ponte e il mare è la prova della tua nobiltà. |

## Galleria d'immagini

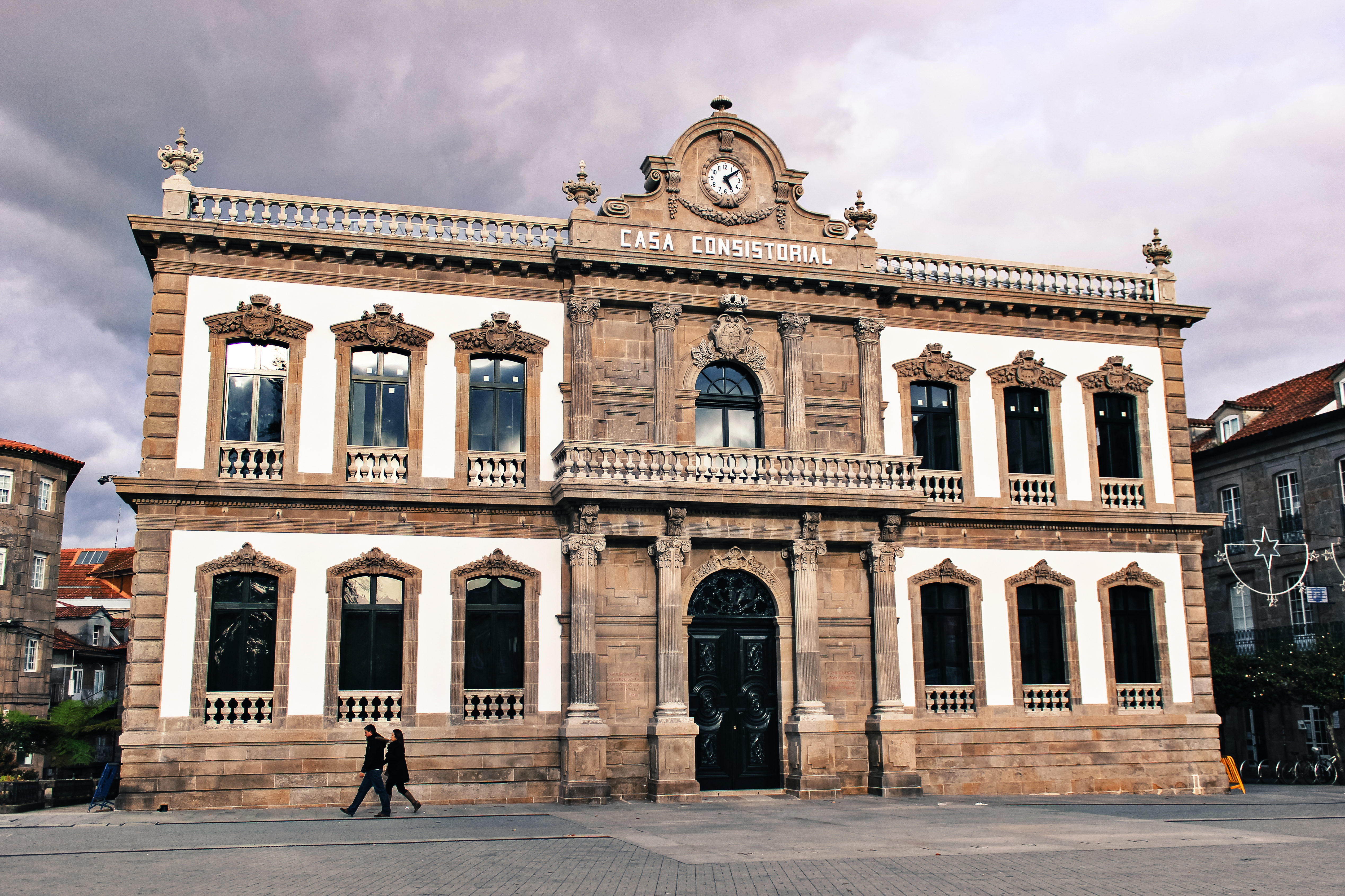
Municipio di Pontevedra
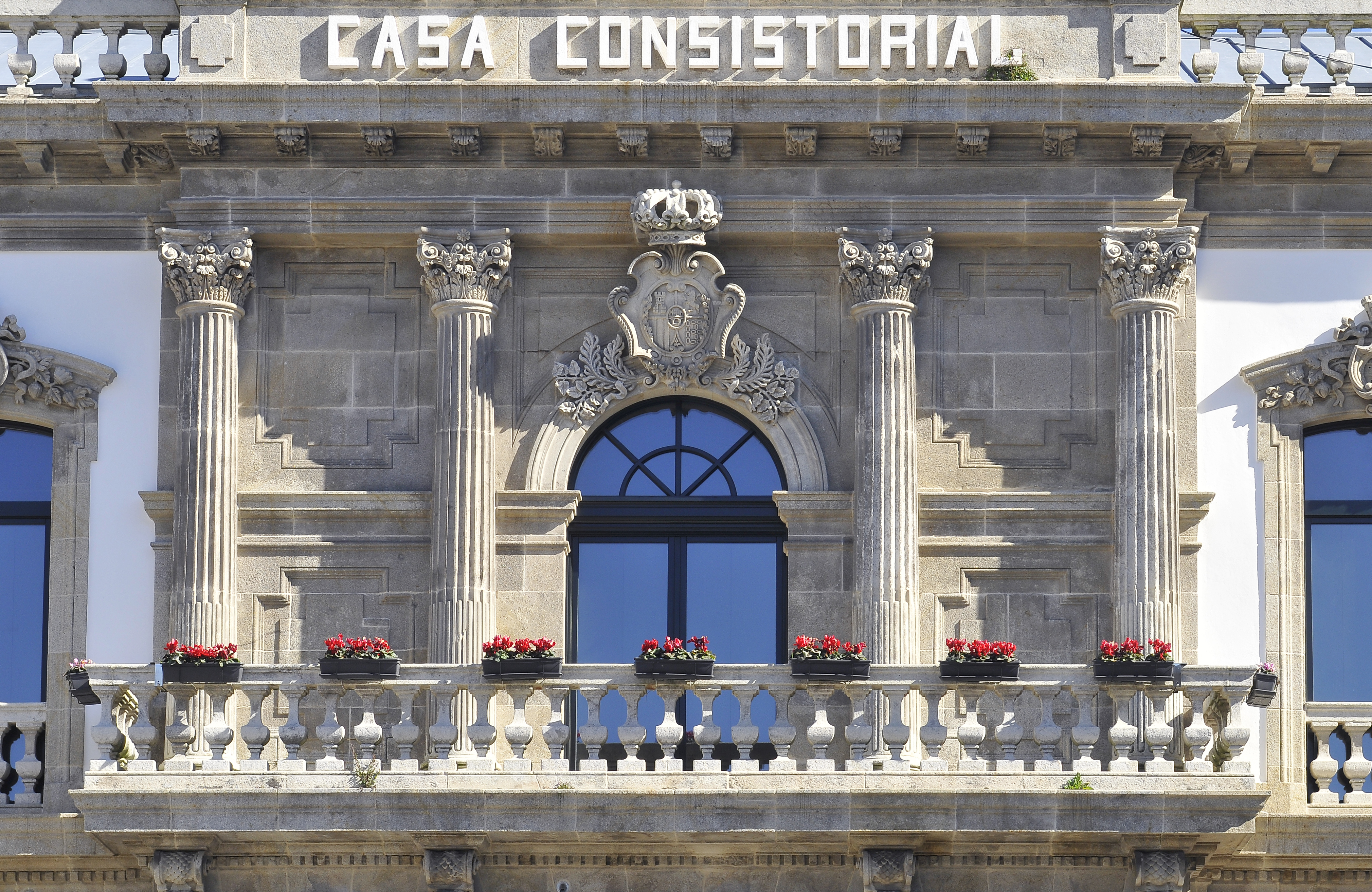
Balcone della facciata principale e colonne corinzie
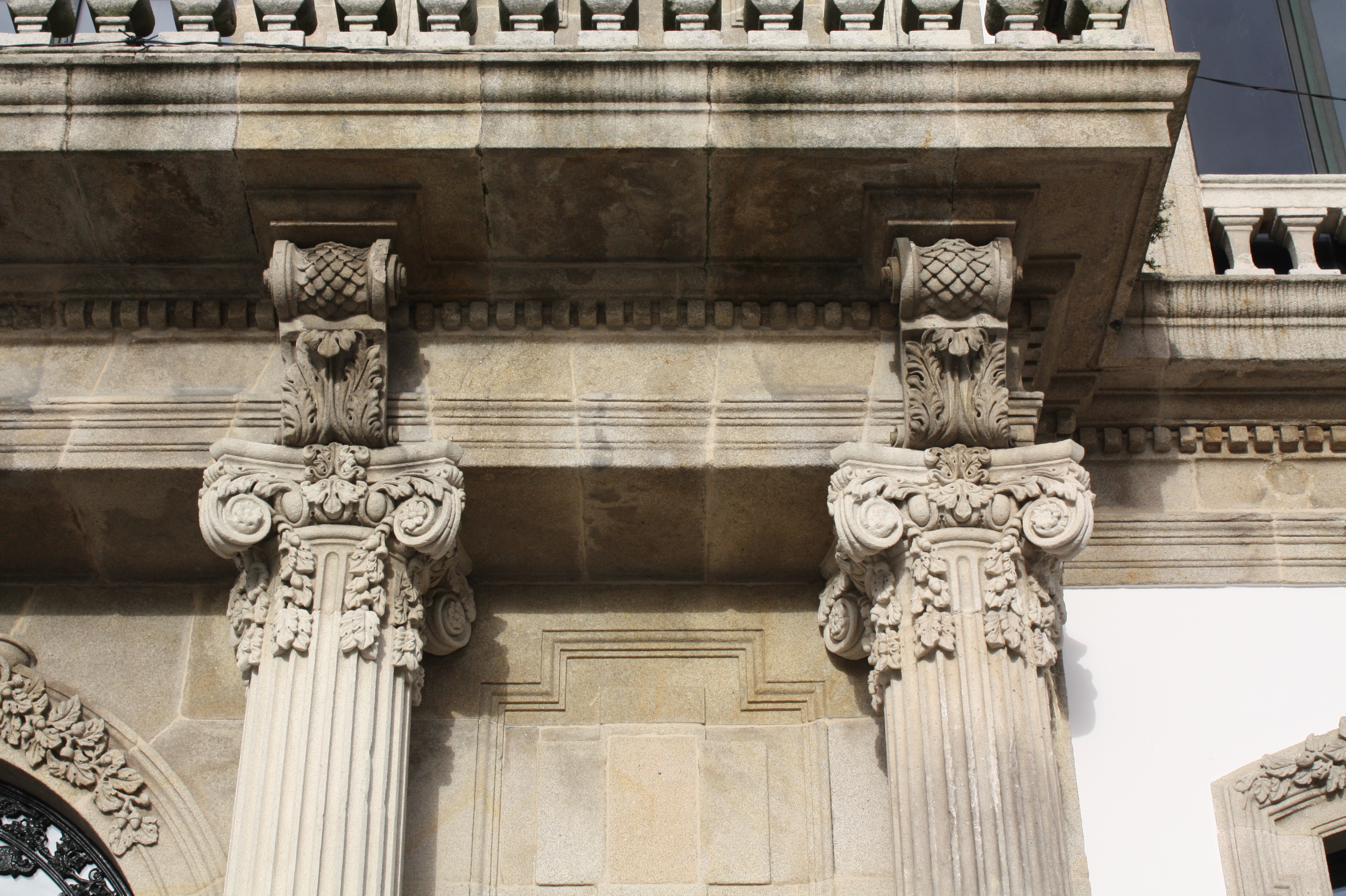
Capitelli corinzi
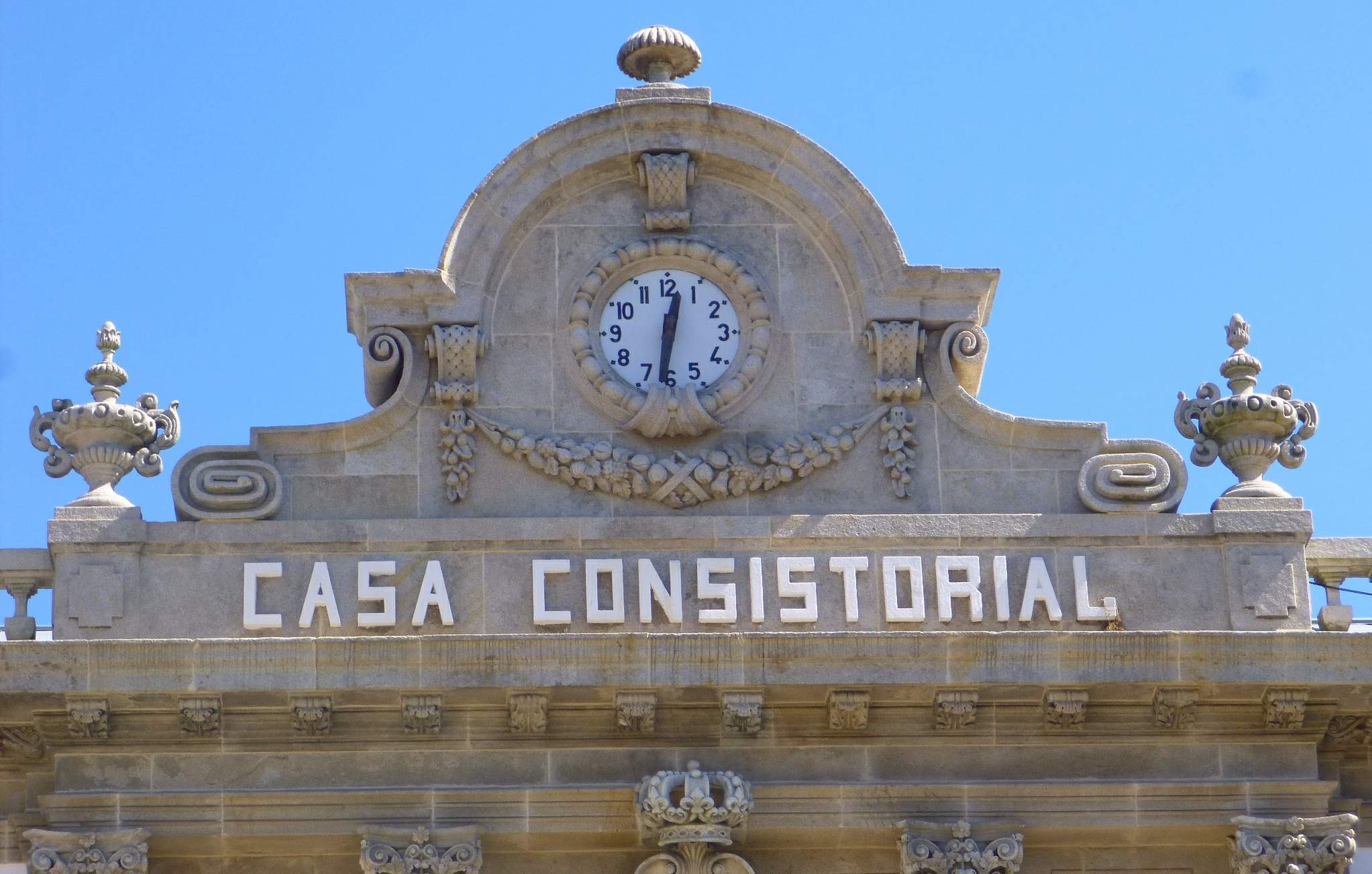
<Orologio che sormonta la facciata
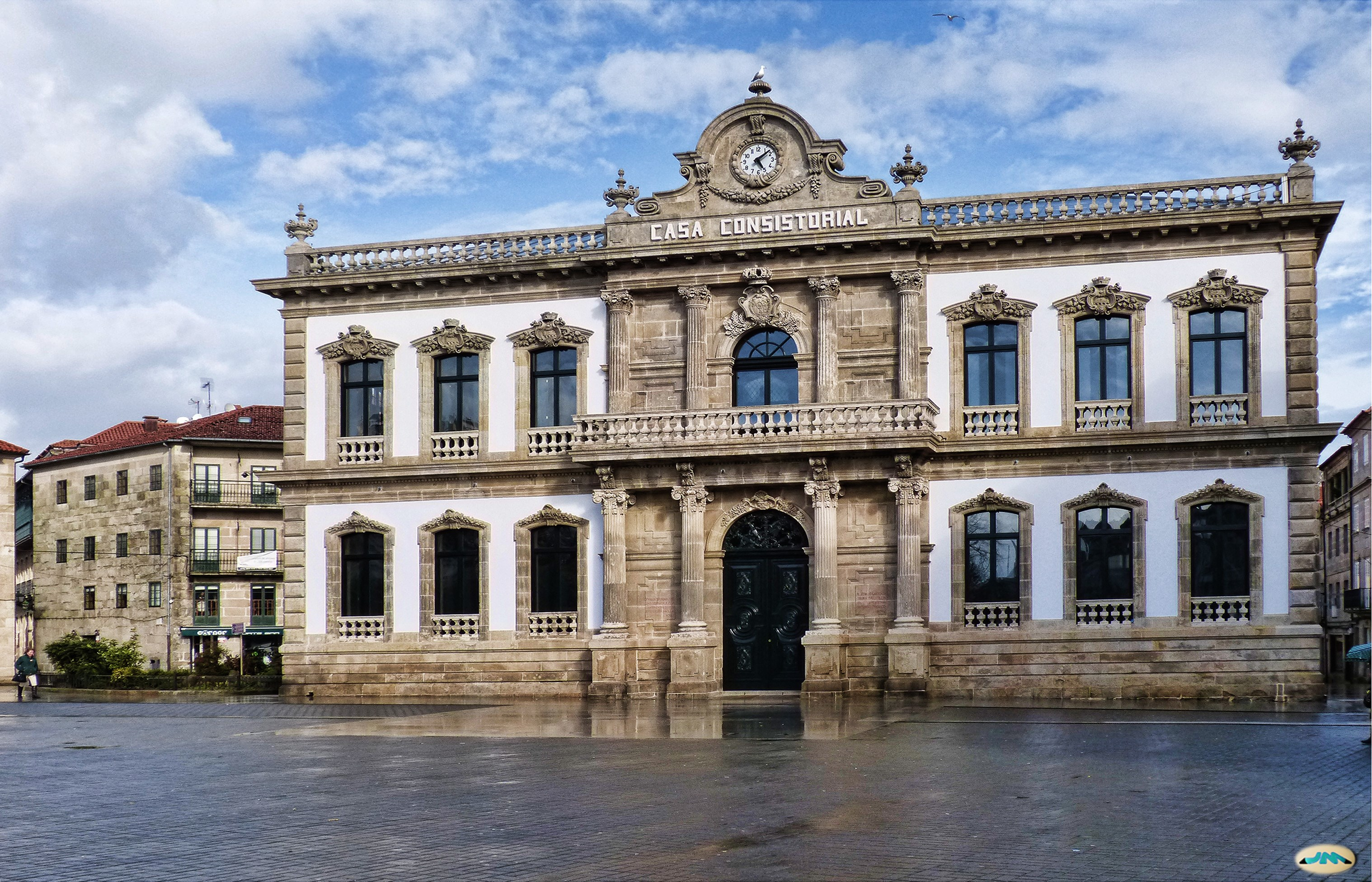
Facciata principale
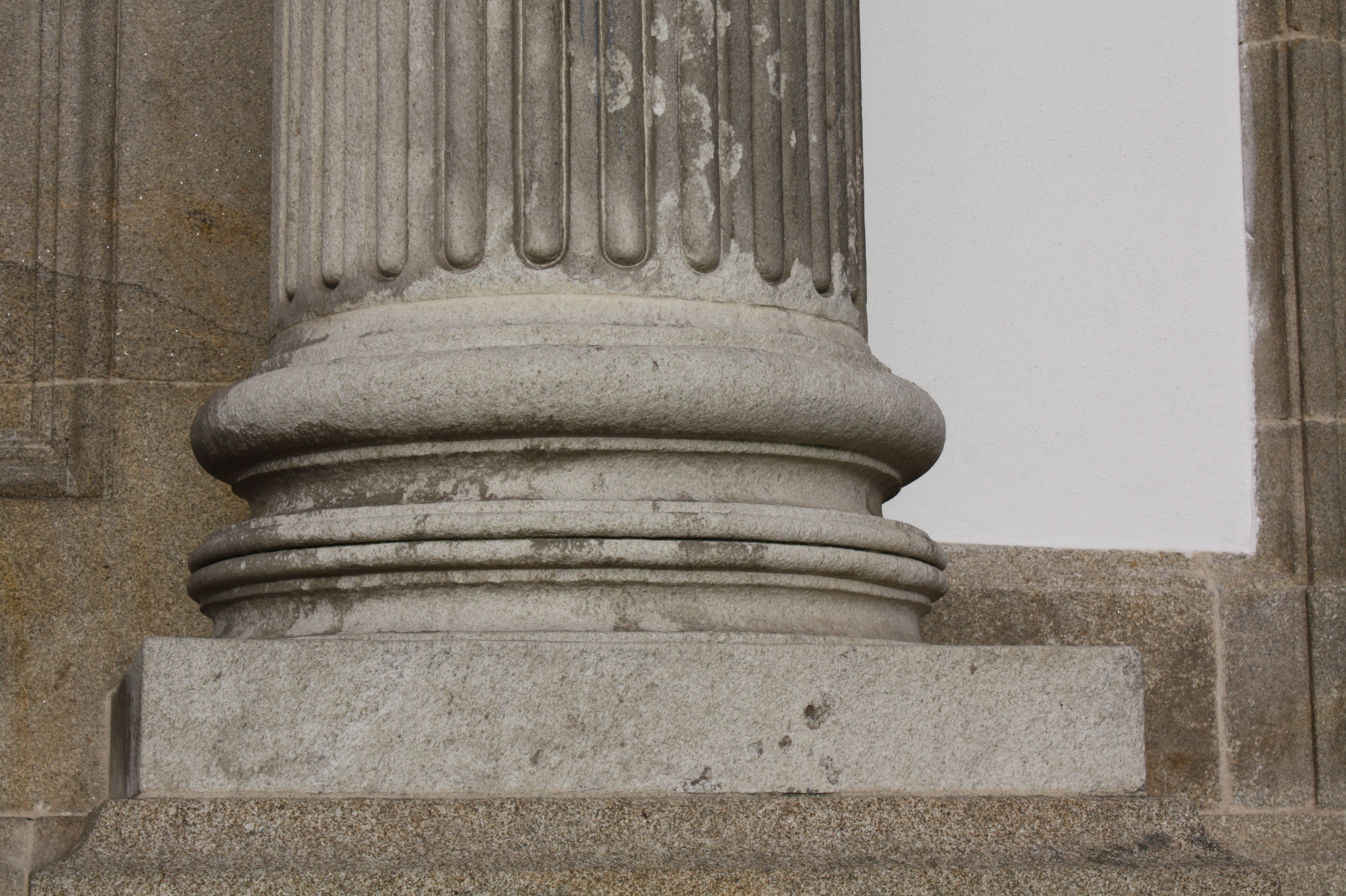
Base delle colonne della facciata principale.
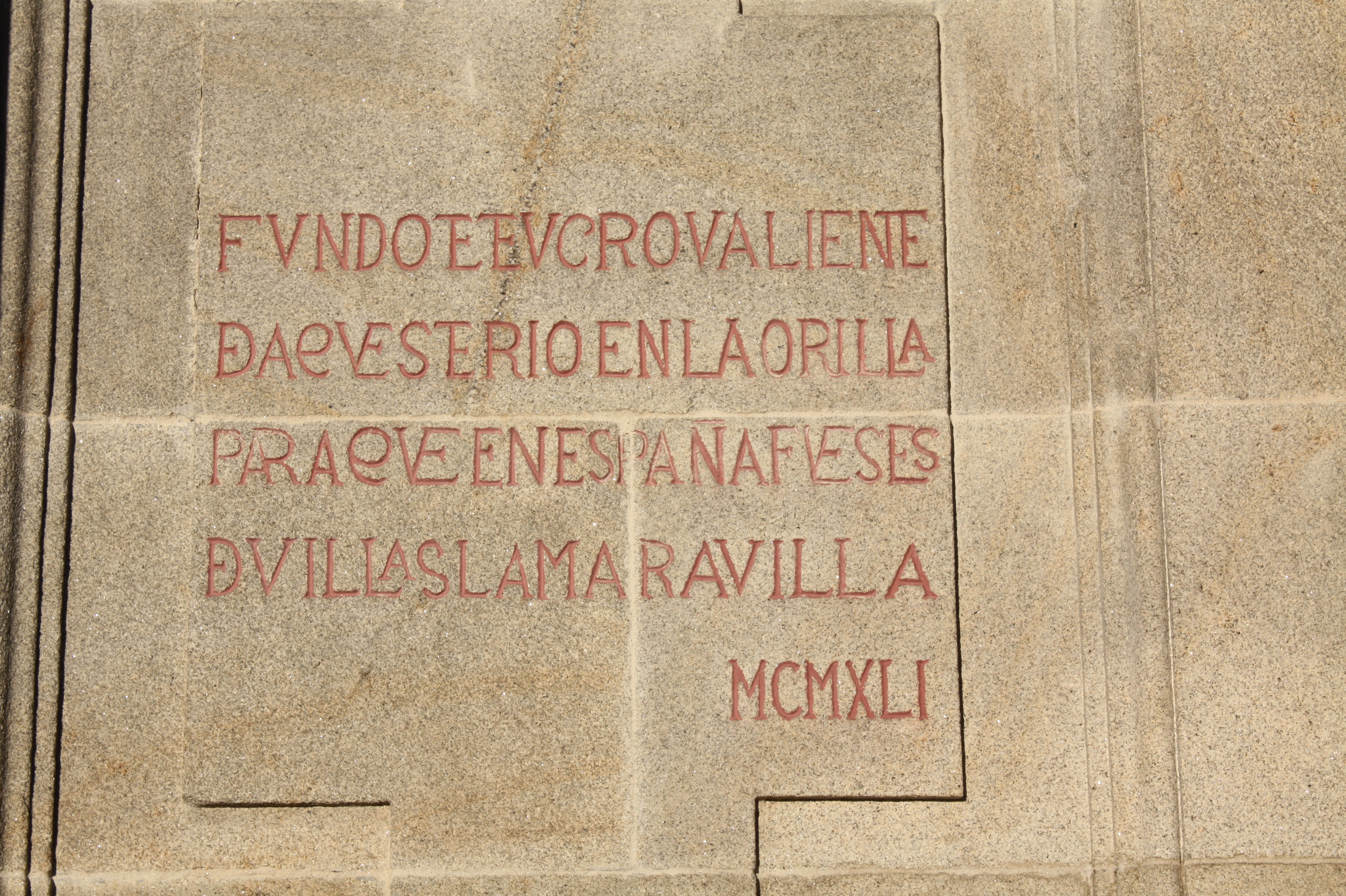
Iscrizione sulla facciata.
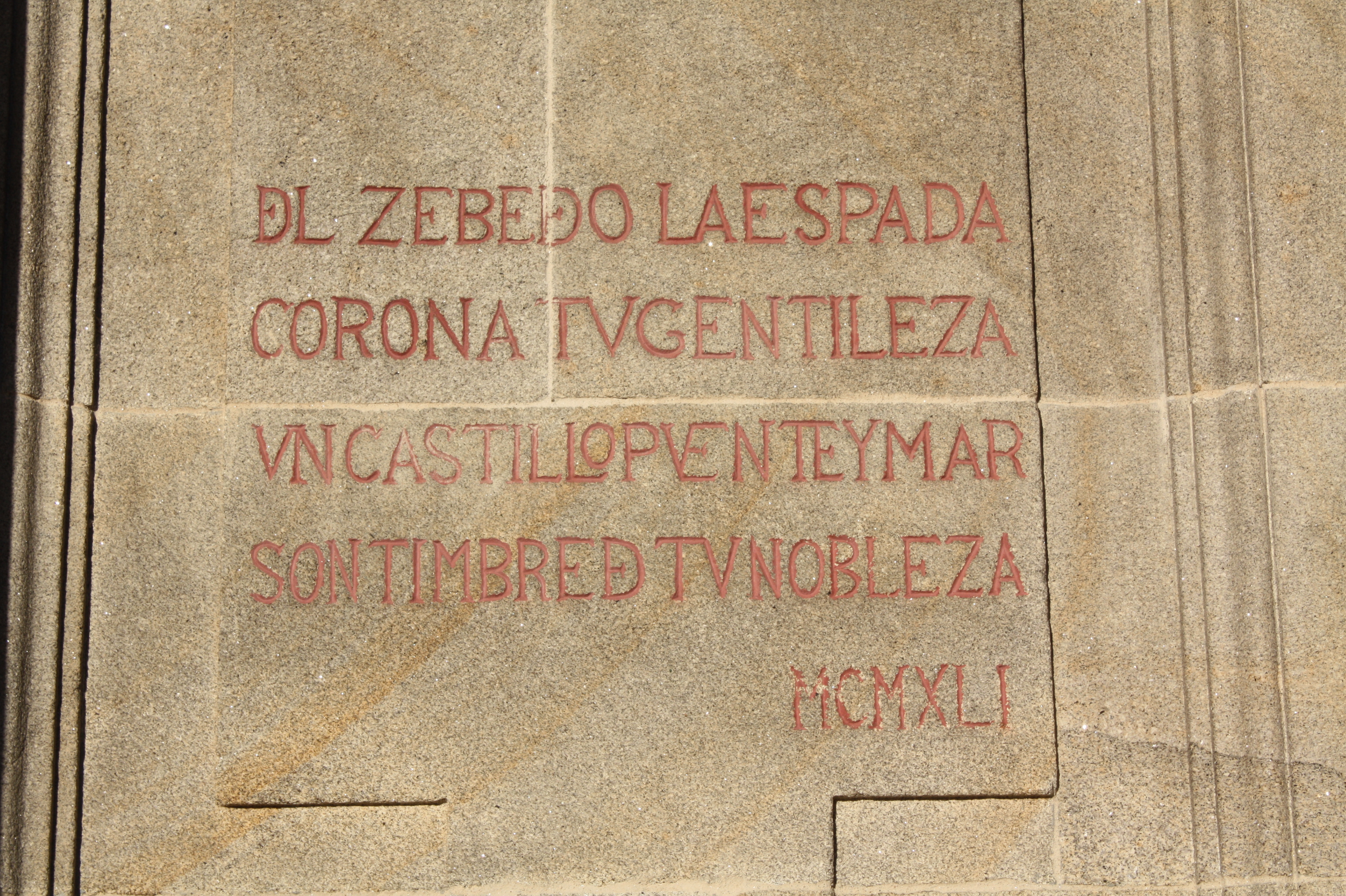
Iscrizione sulla facciata (continuazione).
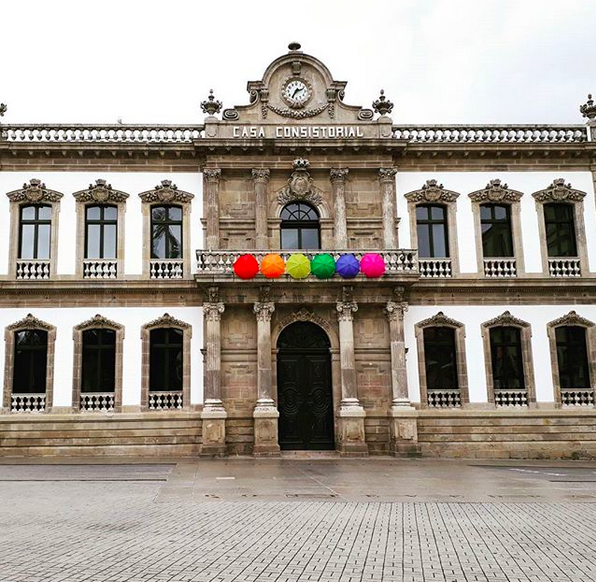
Municipio nel 2018.
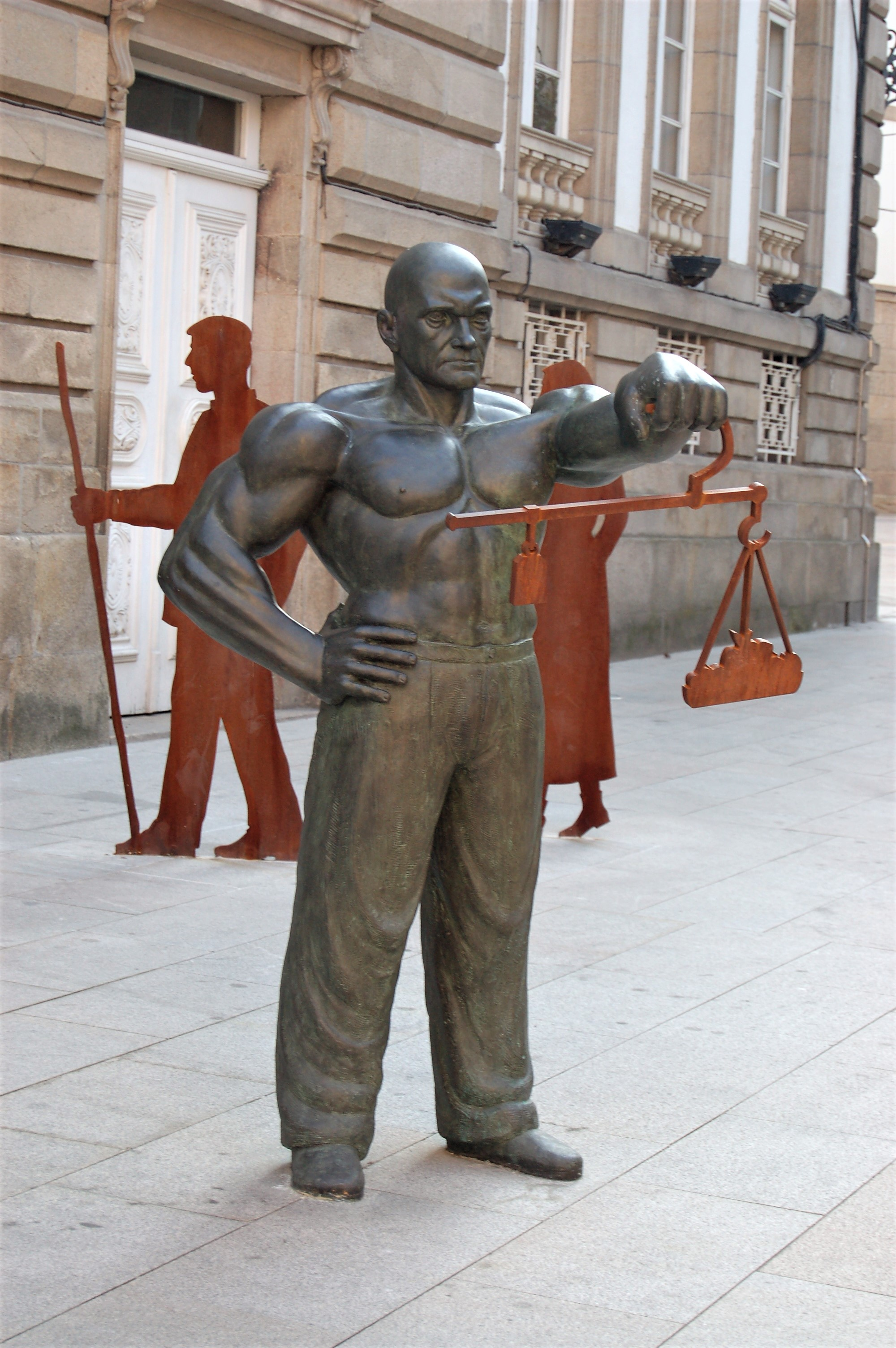
Il Fiel Contraste dietro il municipio.
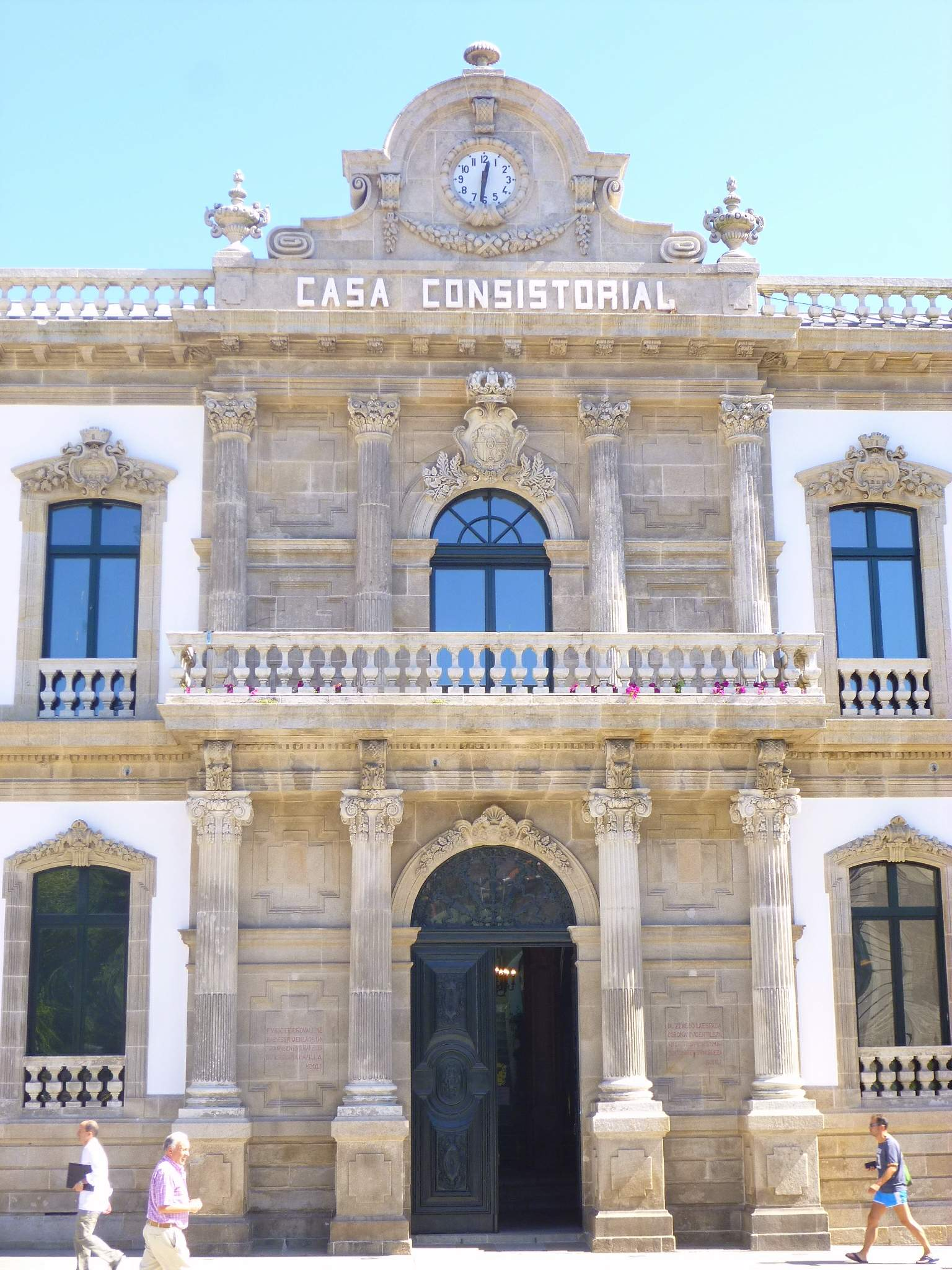
Parte centrale della facciata
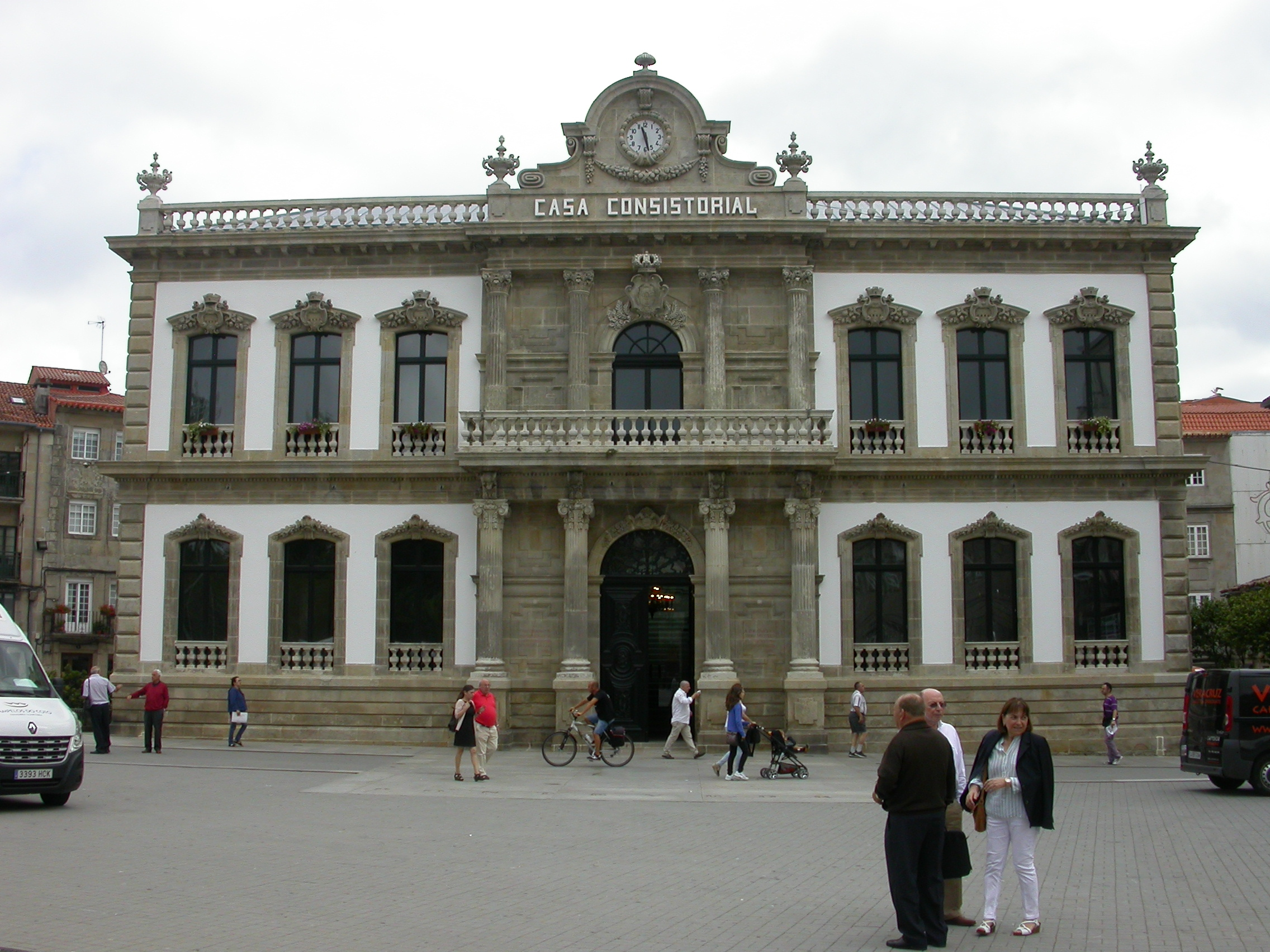
Facciata su Piazza di Spagna
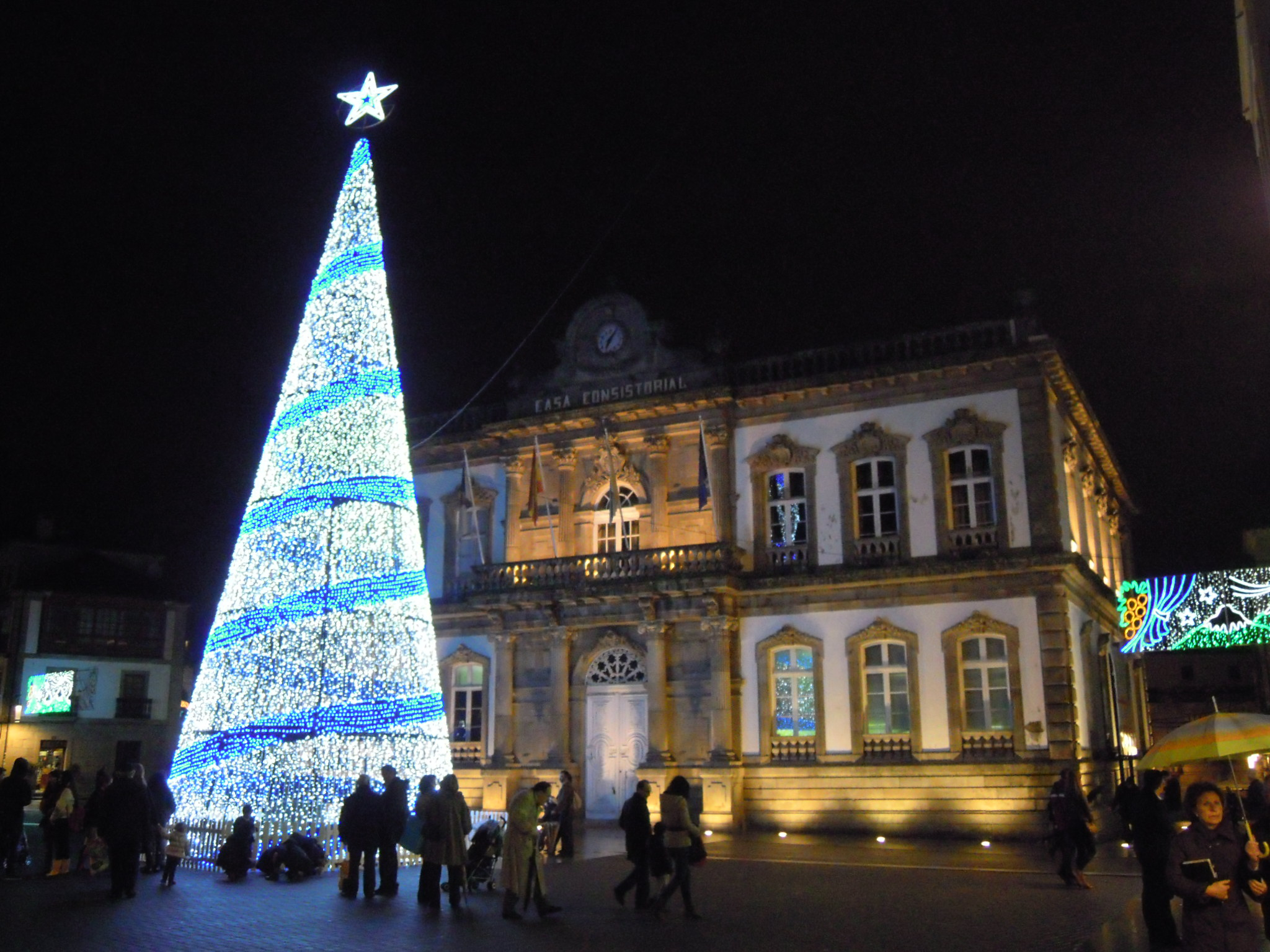
Municipio a Natale.
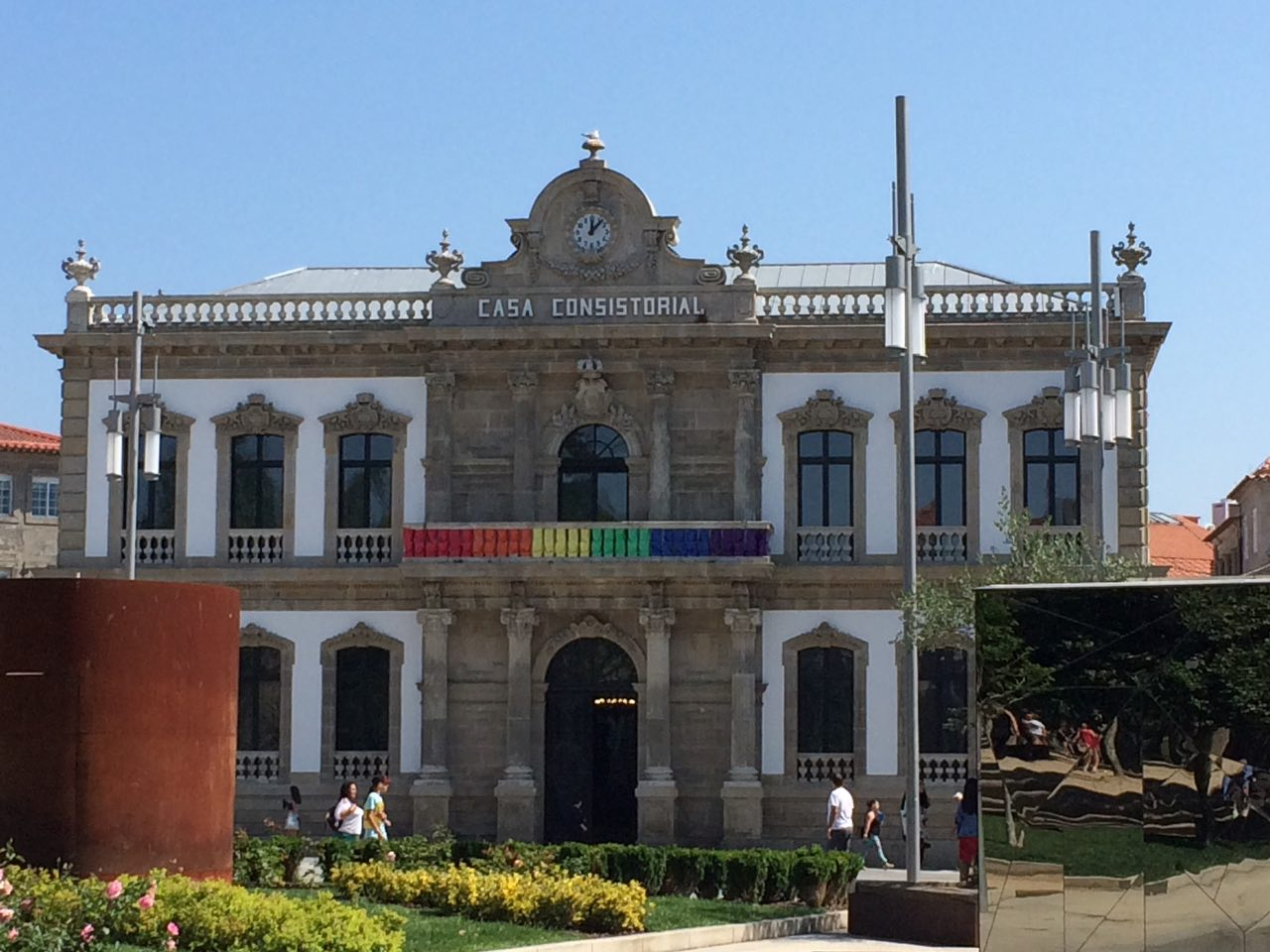
Municipio nel 2015.